# Что случилось в туннеле
«Что случилось в туннеле» (англ. What Happened in the Tunnel) — американский короткометражный комедийный фильм киностудии «Эдисон».

## Сюжет
Фильм начинается с показа железнодорожного вагона. Чернокожая женщина сидит рядом с белой, которая читает книгу и вытирает нос платком. За ними сидит белый мужчина, который читает газету и смотрит то на белую женщину, то в газету. Вдруг белая женщина случайно роняет платок. Белый мужчина поднимает его и передаёт ей, начиная с ней разговаривать и хватать её за руку. А чёрная женщина тем временем смеётся. Затем поезд въезжает в туннель, а после выхода из него две женщины поменялись местами и мужчина целует чернокожую женщину. Поняв это, он начинает паниковать и оглядываться, чтобы понять, не увидел ли это кто-нибудь, и в итоге в смущении садится на своё место, а женщины начинают смеяться над ним.

## В ролях
| Актёр                 | Роль             |
| --------------------- | ---------------- |
| Берта Регустус        | чёрная горничная |
| Брончо Билли Андерсон | белый мужчина    |

## Критика
Согласно книге «For the Love of Pleasure: Women, Movies, and Culture in Turn-of-the-century Chicago», фильм показывает, как широко распространено синтаксическое использование гендерных, классовых и расовых различий.